# Andreas Neuendorf
Andreas Rainer Neuendorf (* 9. Februar 1975 in Berlin), auch bekannt unter seinem Spitz- und Künstlernamen Zecke, ist ein ehemaliger deutscher Fußballspieler, jetziger Fußballtrainer und Künstler.

## Karriere

### Spielerkarriere
Der Mittelfeldspieler war lange Jahre in der 1. Bundesliga für Bayer 04 Leverkusen und Hertha BSC aktiv. Von 2007 bis 2010 spielte er für den FC Ingolstadt 04, mit dem ihm der Aufstieg von der Regionalliga Süd in die 2. Bundesliga gelang. In 157 Bundesligaspielen erzielte der Mittelfeldspieler 14 Tore. In internationalen Pokalwettbewerben kam er insgesamt zu 15 Einsätzen, davon acht im UEFA-Pokal und sieben in der Champions League. Im Spiel des UEFA-Pokals gegen Halmstads BK erzielte er sein einziges Tor bei internationalen Vergleichen auf Vereinsebene. Für die Deutschland U-21-Nationalmannschaft bestritt er 23 Spiele und erzielte einen Treffer. Seine größten Erfolge waren zudem die Vizemeisterschaft 1997 mit Bayer Leverkusen, sowie jeweils der dritte Platz mit Bayer Leverkusen (1998) und Hertha BSC (1999).
Zur Saison 2010/11 kehrte Neuendorf zur Hertha zurück, wo er in der zweiten Mannschaft in der Regionalliga zum Einsatz kam, um den Nachwuchs als erfahrener Spieler zu unterstützen. Anfangs stand er auch der ersten Mannschaft als Standby-Profi zur Verfügung und kam am 12. Dezember 2010 gegen den FC Erzgebirge Aue zum Einsatz. Am 24. Mai 2014 spielte er zum letzten Mal in der zweiten Mannschaft von Hertha. Seitdem arbeitete er in der Jugendakademie des Vereins. In der Saison 2014/15 arbeitete er als Trainer des Berliner Landesligisten BFC Preussen, mit dem er auf Anhieb Meister wurde. Im Sommer 2015 wechselte er, nun als Trainer der U15-Nachwuchsmannschaft, zurück zu Hertha BSC.

### Trainerkarriere
Nachdem Neuendorf die U15 und U17 der Hertha trainiert hatte, übernahm er als Nachfolger von Ante Čović zur Regionalligasaison 2019/20 das Amt des Cheftrainers der zweiten Mannschaft der Berliner. Parallel dazu nahm er am 67. Fußballlehrer-Lehrgang des DFB teil, der aufgrund der COVID-19-Pandemie erstmals digital stattfand.
Am 25. Januar 2021 wurde Neuendorf bei der Profimannschaft Co-Trainer von Pál Dárdai, der die Mannschaft nach der Freistellung von Bruno Labbadia übernommen hatte. Am 5. Mai 2021 erhielt er – nach erfolgreichem Abschluss des Lehrganges – die Fußballlehrerlizenz. Ende November 2021 wurde Neuendorf gemeinsam mit Dárdai freigestellt, als die Mannschaft nach dem 13. Spieltag der Saison 2021/22 nur einen Punkt Vorsprung vor dem Relegationsplatz hatte.

## Persönliches

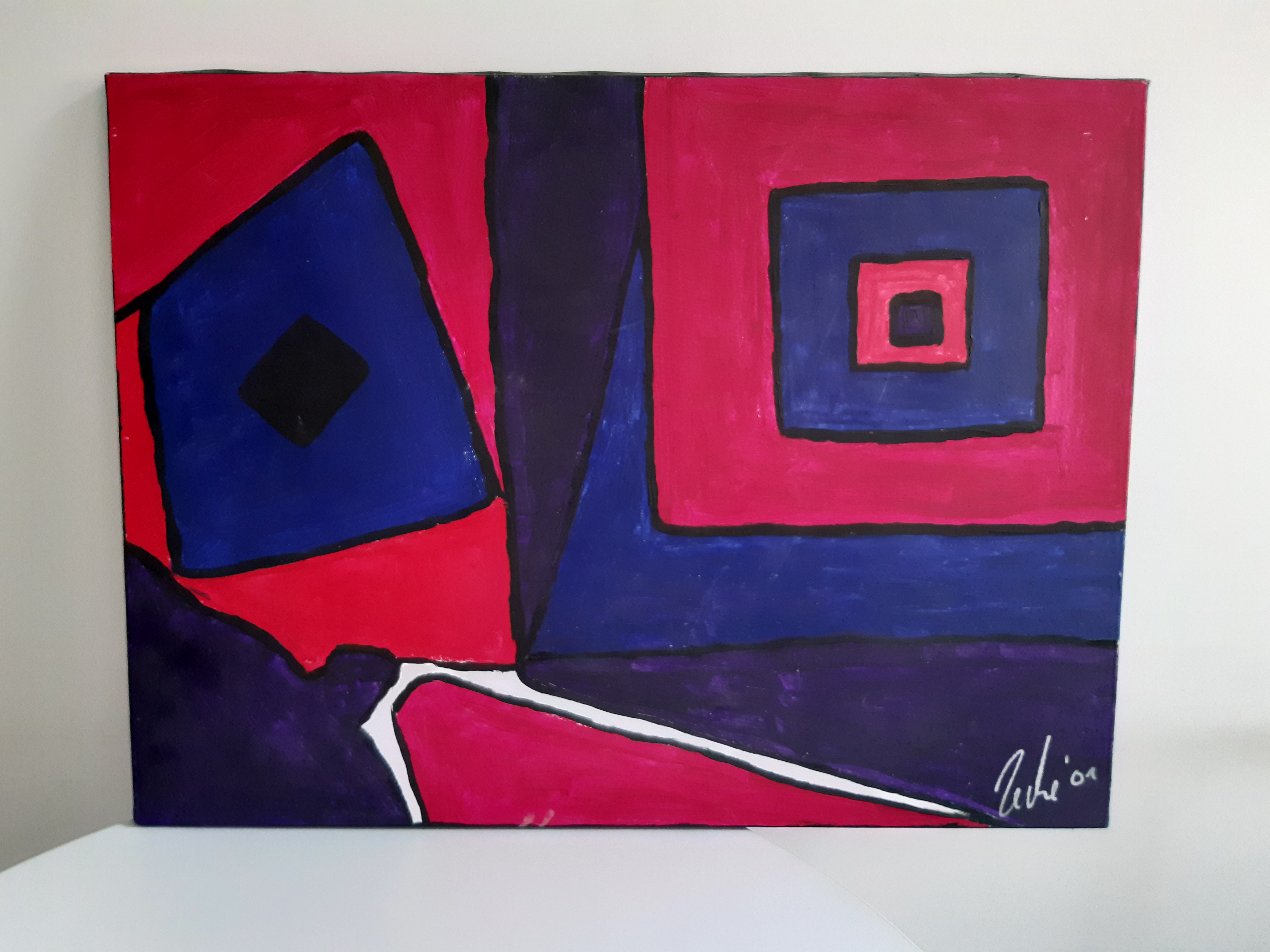
„Gesicht 2001“, das Gemälde von Andreas „Zecke“ Neuendorf

Den Spitznamen Zecke bekam Andreas Neuendorf von seinem damaligen Mannschaftskollegen Ulf Kirsten nach Neuendorfs Krankenhausaufenthalt wegen eines Zeckenbisses. Um seinen Spitznamen nach den Statuten der Deutschen Fußball Liga GmbH auch auf dem Trikot tragen zu dürfen, musste Neuendorf diesen zuerst als Künstlernamen im Personalausweis eintragen lassen. Dies erreichte er, indem er zwei eigens gefertigte Ölgemälde versteigern ließ. Seit 2002 darf er, wie etwa brasilianische Fußballspieler, seinen Spitznamen Zecke offiziell auf seinem Trikot tragen. Eines der beiden Gemälde befindet sich heute in den Redaktionsräumen des Tagesspiegels.
Als Elfjähriger spielte Neuendorf unter dem Namen Andreas Neumann in der Folge Video und Wirklichkeit der Fernsehserie Praxis Bülowbogen mit. 2006 hatte Neuendorf einen Cameo-Auftritt im Video zu Sonnenbank Flavour des Berliner Rappers Bushido. Letzterer trägt in dieser Szene ein Trikot von Hertha BSC mit der Rückennummer 20 und dem Namen „Zecke“ darauf.
Er ist geschieden und hat ein Kind.